# Torre de la Malmuerta
La Torre de la Malmuerta (in italiano Torre della mal morta) è una torre di avvistamento di Cordova, costruita nel 1406-1408 su ordine del re Enrico III di Castiglia su una preesistente struttura almohade per difendere le porte del Rincón e del Colodro.
La sua costruzione venne finanziata con i proventi delle multe per giocatori d'azzardo e ha una pianta ottagonale con un arco che si appoggia alla porta del Rincón. Persa la sua funzione difensiva, la torre venne utilizzata in seguito anche come prigione per i nobili.
La torre prende il nome da una leggenda secondo la quale venne costruita da un cavaliere per ricordare la moglie da lui uccisa in seguito ad una falsa accusa di adulterio.